# 半世界
『半世界』（はんせかい）は、2019年公開の日本映画。題名の『半世界』は、写真家の小石清の写真展の題名からつけられている。
第31回東京国際映画祭コンペティション部門選出、観客賞受賞作品。

## 概要
阪本順治の脚本・監督によるオリジナル作品。これまで映画化できず温めてきた2つのテーマを1つにし映画化。とある地方都市を舞台に、炭火焼職人の主人公とそれぞれの人生を歩んできた同級生2人が半ばを迎えた残りの人生と向き合っていく。グローバリズムとはまた別のもう一つの世界が描かれている。主演の稲垣吾郎はこれまでテレビで見せてきた姿とは違った普段の素朴な素顔を引き出し、登場人物はそれぞれキャストに当て書きで描かれている。撮影は2018年2月14日に三重県でクランクインし3月15日にクランクアップを迎えた。

## ストーリー
生まれ育った地元の山中の炭焼き窯で備長炭を作り、なんとなく父から受け継いだ仕事をやり過ごすだけの日々を送る炭焼職人の紘。中学生時代の同級生である瑛介は仕事を辞め離婚をし地元に戻ってくる。突然の帰郷に元自衛官の瑛介は多くを語らないが、何か訳ありの事情を抱えている。紘には家庭もあり、反抗期真っ只中の息子・明もいるが、先行き不安定な仕事で頭がいっぱいとなり家のことはすべて妻の初乃に任せていた。紘はそんな家族に対する無関心な姿をもう一人の同級生・光彦に指摘されてしまう。さらに紘と光彦は次第に瑛介が地元を離れてから過ごした過酷な経験を知り、人生の半ばを迎えた男3人にとって旧友とのこの再会が、残りの人生をどう生きるか見つめなおすきっかけとなる。

## キャスト
- 高村紘：稲垣吾郎
- 沖山瑛介：長谷川博己
- 高村初乃：池脇千鶴
- 岩井光彦：渋川清彦
- 岩井麻里：竹内都子
- 高村明：杉田雷麟
- 奈月：菅原あき
- 藤吉郎：牧口元美
- 池田：信太昌之
- 津山：堀部圭亮
- 大谷吉晴：小野武彦
- 岩井為夫：石橋蓮司

## スタッフ
- 脚本・監督：阪本順治
- 製作総指揮：木下直哉
- エグゼクティブプロデューサー：武部由実子
- プロデューサー：椎井友紀子
- 音楽：安川午朗
- 音楽プロデューサー：津島玄一
- 撮影：儀間眞悟
- 照明：宗賢次郎
- 録音：藤本賢一
- 美術：原田満生
- 編集：普嶋信一
- 助監督：小野寺昭洋
- 擬斗：二家本辰巳
- 炭焼き指導：マルモ製炭所（森前栄一）
- ロケ協力：伊勢志摩フィルムコミッション、南伊勢町、志摩市観光商工課 ほか
- ラボ：東映ラボ・テック
- スタジオ：日活調布撮影所
- 製作・配給：キノフィルムズ
- 製作：「半世界」FILM PARTNERS

## 受賞
- 第31回東京国際映画祭コンペティション部門 観客賞[5]
- トロント日本映画祭2019 グランプリ[8]
- 第41回ヨコハマ映画祭[9][10]
  - 日本映画ベストテン 第5位
  - 脚本賞（阪本順治）
  - 助演女優賞（池脇千鶴）
  - 最優秀新人賞（杉田雷麟）
- 第74回毎日映画コンクール[11]
  - 女優助演賞（池脇千鶴）
  - 脚本賞（阪本順治）
  - 録音賞（藤本賢一）
- 第34回高崎映画祭[12]
  - 最優秀主演男優賞（稲垣吾郎）
  - 最優秀助演男優賞（渋川清彦)
  - 最優秀新進男優賞（杉田雷麟）
- おおさかシネマフェスティバル2020
  - 監督賞（阪本順治）
  - 作品賞 第3位
- 第93回キネマ旬報ベスト・テン[13]
  - 読者選出日本映画ベスト・テン 第1位
  - 日本映画ベスト・テン 第2位
  - 助演女優賞（池脇千鶴）
  - 脚本賞（阪本順治）
- 第29回日本映画プロフェッショナル大賞[14]
  - 2019年度ベストテン 第6位

## 小説
映画公開に先駆けて、キノブックス文庫よりノベライズが発売。
- 半世界（2018年12月9日、脚本・監督：阪本順治、ノベライズ：豊田美加）ISBN 978-4909689207